# Hiroshi Mikitani
Hiroshi Mikitani (三木谷浩史, Mikitani Hiroshi) né le 11 mars 1965 à Kobe est un entrepreneur et homme d'affaires japonais fondateur et président-directeur général du groupe Rakuten Inc. (楽天株式会社, Rakuten Kabushiki-gaisha). Il est également président du groupe Crimson, président du club de football Rakuten Vissel Kobe, président de l'orchestre philharmonique de Tokyo et membre du conseil d'administration de la compagnie Lyft.

## Biographie

### Jeunesse et études
Hiroshi Mikitani nait et grandit à Kobe, préfecture de Hyogo, au Japon. Son grand-père était un cofondateur de Minolta. Son père, Ryoichi Mikitani, est un économiste qui est le premier Japonais à obtenir une bourse Fulbright pour étudier aux États-Unis. Dans ce pays, il enseigne pendant deux ans à l'université Yale. À cette époque de 1972 à 1974, la famille vit à New Haven dans Connecticut.
Hiroshi Mikitani est diplômé en 1988 de l'université Hitotsubashi, où il obtient un diplôme en commerce. Il réussit une maîtrise en administration des affaires de la Harvard Business School à Cambridge dans le Massachusetts en 1993.

### Carrière dans la finance
Hiroshi Mikitani travaille dans la banque industrielle du Japon de 1988 à 1996 avec une pause de 1991 à 1993 pour faire ses études à Harvard. Il quitte cette banque pour lancer son entreprise de conseil appelé Crimson Group. À la suite des destructions massives causées par le séisme de 1995 à Kobe, il prend conscience de son désir de relancer et revitaliser  l'économie japonaise, l'amenant à démissionner des services à la finance et aux banques et à sa décision de lancer sa propre entreprise,

### Rakuten
En 1996, Hiroshi Mikitani  commence  à examiner divers modèles commerciaux et décide de lancer un site commercial en ligne.  Le 7 février 1997, il fonde la société de commerce électronique MDM, Inc. avec trois cofondateurs et 250 000 dollars de fonds propre. Le lancement du site de commerce en ligne Rakuten Ichiba a lieu le 1er mai 1997. La société est renommée Rakuten, Inc. en 1999, et Mikitani l'introduit en bourse sur le Jasdaq en 2000. Lors de la fondation de l'entreprise, il envisage d'abord un marché en ligne axé sur l'échange entre acheteurs et vendeurs, sous une forme hybride entre eBay et Amazon. Il commence comme une petite structure en ligne qui gère treize magasins et qui emploie six collaborateurs pour  se développer et devenir peu à peu un géant du commerce électronique.
En 2010, il change l'orientation de Rakuten, alors que l'entreprise commence à s'étendre hors du Japon avec des acquisitions de sites de commerce électronique à l'étranger, notamment Buy.com aux États-Unis, PriceMinister en France et le service de livre Kobo site de vente américain Ebates, et l'application de messagerie Viber (qui devient Rakuten Viber), ainsi que par la prise de participations minoritaires dans le site de scrapbooking en ligne Pinterest et Lyft,,. En 2017, Rakuten comptait plus de 14 000 employés, plus de 42 000 boutiques sur ses sites de commerce électronique et enregistre près de six milliards de dollars de ventes, avec plus de 100 millions d'utilisateurs au Japon.

### Équipe sportive
En 1995, après le tremblement de terre à Kobe qui causé d'importants dégâts, la ville ne pouvait plus subvenir au  club de football de Vissel Kobe. Il est chargé de prendre en charge les commandes du club de l'équipe. Il achète par la suite l'équipe au travers son entreprise Crimson Group. En 2014, l'équipe est acquise par Rakuten.
En 2004, la Ligue du Pacifique, qui rencontre des difficultés financières, abandonne deux équipes. Hiroshi Mikitani est approché par les officiels de la ligue pour former une équipe à Sendai, qui prend le nom de  Tohoku Rakuten Golden Eagles.  Cette équipe remporte le championnat national de baseball  en 2012 et le championnat de ligue pacifique, deux ans après le séisme et le tsunami de 2011 qui ont dévasté Sendai et la région de Tōhoku.

### Fédération des organisations économiques japonaises
Hiroshi Mikitani rejoint la Fédération des organisations économiques japonaises  (Keidanren), la puissante fédération japonaise des affaires, en 2004. En juin 2011, à la suite de la catastrophe nucléaire de Fukushima, il quitte la fédération, annonçant sa décision via Twitter avant d'envoyer sa lettre officielle de démission. Il affirme son désaccord avec la fédération qui soutient la politique énergétique nucléaire du Japon ainsi que sa réticences à mener des reformes qui aideraient le pays dans les compétitions économiques internationales, Il évoque durant un temps la constitution d'une fédération rivale,.
Le 1er juin 2012, l'Association japonaise de la nouvelle économie (JANE) est lancée à  Tokyo. Il réactive pour cela et renomme la Japan e-business association créée en 2010 dans le but de s'ouvrir aux entreprises de l'économie classique. Il est en 2017 le représentant de cette association économique.

### Vie familiale
Hiroshi Mikitani est marié et père d'un enfant. 

## Honneurs et distinctions
- En 2012, Mikitani est récompensé par le Harvard Business School où il reçoit la Alumni Achievement Award, l'une des plus hautes distinctions honorifique de l'université[3]. Il est également nommé au Conseil de compétitivité industrielle du premier ministre Shinzō Abe[16].
- En 2014 en France, il est reçu chevalier dans Ordre national de la Légion d'honneur[17].
- En 2017, il est décoré de l'Ordre de Mérite du Grand-Duché de Luxembourg, il reçoit également le Prix de la contribution commerciale Espagne-Japon 2017 de la Chambre de commerce espagnole[18].